# Ashley Tisdale/Auszeichnungen für Musikverkäufe

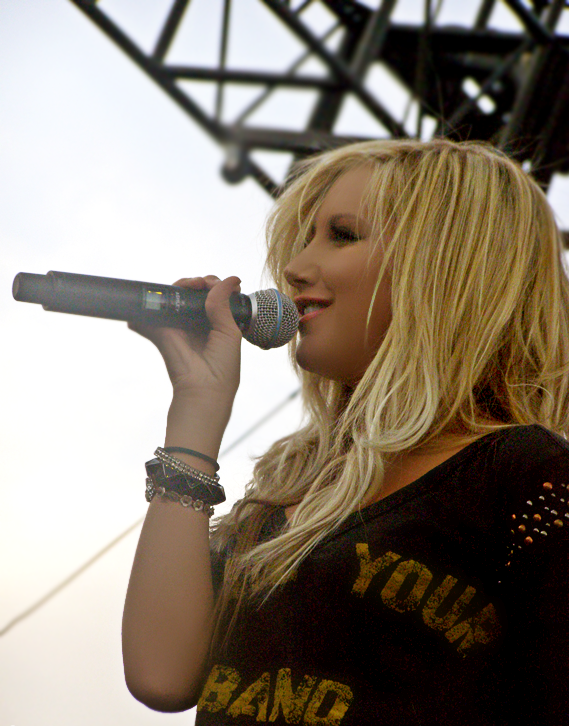
Ashley Tisdale (2009)

Dies ist eine Übersicht über die Auszeichnungen für Musikverkäufe der US-amerikanischen Popsängerin Ashley Tisdale. Die Auszeichnungen finden sich nach ihrer Art (Gold, Platin usw.), nach Staaten getrennt in alphabetischer Reihenfolge, geordnet sowie nach den Tonträgern selbst in chronologischer Reihenfolge, getrennt nach Medium (Alben, Singles usw.), wieder.

## Auszeichnungen
| - Vereinigtes Königreich - 2013: für das Album High School Musical: The Concert - 2020: für die Single We’re All in This Together - Argentinien - 2007: für das Album Headstrong - Dänemark - 2008: für das Album High School Musical 3: Senior Year - Deutschland - 2009: für das Hörspiel High School Musical - 2010: für das Hörspiel High School Musical 2 - 2013: für das Hörspiel High School Musical 3: Senior Year - Ecuador - 2006: für das Album High School Musical - Finnland - 2008: für das Album High School Musical 3: Senior Year - Frankreich - 2006: für das Album High School Musical - 2007: für das Album High School Musical 2 - GCC - 2008: für das Album High School Musical 2 - Hongkong - 2008: für das Album High School Musical 2 - Indien - 2008: für das Album High School Musical 2 - Indonesien - 2008: für das Album High School Musical 2 - Irland - 2007: für das Album Headstrong - Italien - 2006: für das Album High School Musical - Kolumbien - 2009: für das Album High School Musical 3: Senior Year - Malaysia - 2008: für das Album High School Musical 2 - Österreich - 2008: für das Album High School Musical 3: Senior Year - Polen - 2008: für das Album High School Musical - 2015: für das Album High School Musical 3: Senior Year - Portugal - 2008: für das Album High School Musical 3: Senior Year - Schweden - 2008: für das Album High School Musical 2 - Schweiz - 2008: für das Album High School Musical 2 - 2008: für das Album High School Musical 3: Senior Year - Spanien - 2010: für das Album Phineas and Ferb - Türkei - 2008: für das Album High School Musical 2 - Ungarn - 2008: für das Album High School Musical - Vereinigte Staaten - 2006: für die Single We’re All in This Together - 2006: für das Lied Stick to the Status Quo - 2006: für das Lied What I’ve Been Looking For - 2008: für das Album Headstrong - 2023: für die Single What Time Is It - 2024: für die Single Be Good to Me | - Argentinien - 2009: für das Album High School Musical 3: Senior Year - Australien - 2007: für das Album High School Musical 2 - 2008: für das Album High School Musical 3: Senior Year - Belgien - 2009: für das Album High School Musical 3: Senior Year - Chile - 2008: für das Album High School Musical 2 - 2009: für das Album High School Musical 3: Senior Year - Deutschland - 2008: für das Album High School Musical - 2008: für das Album High School Musical 2 - 2008: für das Album High School Musical 3: Senior Year - Ecuador - 2009: für das Album High School Musical 3: Senior Year - Europa - 2008: für das Album High School Musical 2 - 2008: für das Album High School Musical 3: Senior Year - Frankreich - 2009: für das Album High School Musical 3: Senior Year - Kanada - 2006: für das Album High School Musical - Kolumbien - 2008: für das Album High School Musical 2 - Malaysia - 2008: für das Album High School Musical - Neuseeland - 2009: für das Album High School Musical 3: Senior Year - Norwegen - 2008: für das Album High School Musical 2 - Österreich - 2008: für das Album High School Musical - Polen - 2007: für das Album High School Musical 2 - Portugal - 2008: für das Album High School Musical - 2008: für das Album High School Musical 2 - Singapur - 2008: für das Album High School Musical - 2008: für das Album High School Musical 2 - Spanien - 2007: für das Album High School Musical 2 - 2008: für das Album High School Musical 3: Senior Year - Taiwan - 2008: für das Album High School Musical 2 - Ungarn - 2007: für das Album High School Musical 2 - 2008: für das Album High School Musical 3: Senior Year - Venezuela - 2008: für das Album High School Musical 2 - Vereinigte Staaten - 2009: für das Album High School Musical 3: Senior Year - 2024: für die Single He Said She Said - Vereinigtes Königreich - 2008: für das Album High School Musical 3: Senior Year - Mexiko - 2008: für das Album High School Musical 2 | - Australien - 2006: für das Album High School Musical - Brasilien - 2007: für das Album High School Musical - 2007: für das Album High School Musical 2 - 2009: für das Album High School Musical 3: Senior Year - Costa Rica - 2007: für das Album High School Musical 2 - Dänemark - 2008: für das Album High School Musical 2 - 2021: für das Album High School Musical - Europa - 2008: für das Album High School Musical - Irland - 2008: für das Album High School Musical 3: Senior Year - Italien - 2007: für das Album High School Musical 2 - Kanada - 2019: für das Album High School Musical 2 - 2019: für das Album High School Musical 3: Senior Year - Kolumbien - 2006: für das Album High School Musical - Neuseeland - 2008: für das Album High School Musical 2 - Österreich - 2008: für das Album High School Musical 2 - Spanien - 2007: für das Album High School Musical - Venezuela - 2008: für das Album High School Musical - Vereinigtes Königreich - 2007: für das Album High School Musical 2 - Chile - 2008: für das Album High School Musical - GCC - 2009: für das Album High School Musical 3: Senior Year - Irland - 2008: für das Album High School Musical 2 - Mexiko - 2008: für das Album High School Musical - 2008: für das Album High School Musical 3: Senior Year - Neuseeland - 2007: für das Album High School Musical - Philippinen - 2008: für das Album High School Musical - 2008: für das Album High School Musical 2 - Vereinigte Staaten - 2008: für das Album High School Musical 2 - Argentinien - 2006: für das Album High School Musical - 2008: für das Album High School Musical 2 - Irland - 2006: für das Album High School Musical - Vereinigtes Königreich - 2013: für das Album High School Musical - Vereinigte Staaten - 2023: für das Album High School Musical - Vereinigtes Königreich - 2013: für das Videoalbum High School Musical: The Concert |

## Auszeichnungen nach Alben

### High School Musical
| Land/Region                  | Auszeichnungen für Musikverkäufe (Land/Region, Auszeichnung, Verkäufe) | Verkäufe          |
| ---------------------------- | ---------------------------------------------------------------------- | ----------------- |
| Argentinien (CAPIF)          | 4× Platin                                                              | 160.000           |
| Australien (ARIA)            | 2× Platin                                                              | 140.000           |
| Brasilien (PMB)              | 2× Platin                                                              | 120.000           |
| Chile (IFPI)                 | 3× Platin                                                              | 45.000            |
| Dänemark (IFPI)              | 2× Platin                                                              | (40.000)          |
| Deutschland (BVMI)           | Platin (Soundtrack) · + Gold (Hörspiel)                                | (200.000) 100.000 |
| Ecuador (SOPROFON)           | Gold                                                                   | 7.500             |
| Europa (IFPI)                | 2× Platin                                                              | 2.000.000         |
| Frankreich (SNEP)            | Gold                                                                   | (75.000)          |
| Irland (IRMA)                | 4× Platin                                                              | (60.000)          |
| Italien (FIMI)               | Gold                                                                   | (115.000)         |
| Kanada (MC)                  | Platin                                                                 | 100.000           |
| Kolumbien (ASINCOL)          | 2× Platin                                                              | 40.000            |
| Malaysia (RIM)               | Platin                                                                 | 20.000            |
| Mexiko (AMPROFON)            | 3× Platin                                                              | 300.000           |
| Neuseeland (RMNZ)            | 3× Platin                                                              | 45.000            |
| Österreich (IFPI)            | Platin                                                                 | (30.000)          |
| Philippinen (PARI)           | 3× Platin                                                              | 120.000           |
| Polen (ZPAV)                 | Gold                                                                   | (10.000)          |
| Portugal (AFP)               | Platin                                                                 | (20.000)          |
| Singapur (RIAS)              | Platin                                                                 | 15.000            |
| Spanien (Promusicae)         | 2× Platin                                                              | (160.000)         |
| Ungarn (MAHASZ)              | Gold                                                                   | (10.000)          |
| Venezuela (APFV)             | 2× Platin                                                              | 40.000            |
| Vereinigte Staaten (RIAA)    | 5× Platin                                                              | 5.000.000         |
| Vereinigtes Königreich (BPI) | 4× Platin                                                              | (1.200.000)       |
| Insgesamt                    | 6× Gold · 49× Platin ·                                                 | 8.152.500         |

### Headstrong
| Land/Region               | Auszeichnungen für Musikverkäufe (Land/Region, Auszeichnung, Verkäufe) | Verkäufe |
| ------------------------- | ---------------------------------------------------------------------- | -------- |
| Argentinien (CAPIF)       | Gold                                                                   | 20.000   |
| Irland (IRMA)             | Gold                                                                   | 7.500    |
| Vereinigte Staaten (RIAA) | Gold                                                                   | 500.000  |
| Insgesamt                 | 3× Gold ·                                                              | 527.500  |

### High School Musical: The Concert
| Land/Region                  | Auszeichnungen für Musikverkäufe (Land/Region, Auszeichnung, Verkäufe) | Verkäufe |
| ---------------------------- | ---------------------------------------------------------------------- | -------- |
| Vereinigtes Königreich (BPI) | Silber                                                                 | 60.000   |
| Insgesamt                    | 1× Silber ·                                                            | 60.000   |

### High School Musical 2
| Land/Region                  | Auszeichnungen für Musikverkäufe (Land/Region, Auszeichnung, Verkäufe) | Verkäufe    |
| ---------------------------- | ---------------------------------------------------------------------- | ----------- |
| Argentinien (CAPIF)          | 4× Platin                                                              | 160.000     |
| Australien (ARIA)            | Platin                                                                 | 70.000      |
| Brasilien (PMB)              | 2× Platin                                                              | 120.000     |
| Chile (IFPI)                 | Platin                                                                 | 15.000      |
| Costa Rica (IFPI)            | 2× Platin                                                              | 40.000      |
| Dänemark (IFPI)              | 2× Platin                                                              | 80.000      |
| Deutschland (BVMI)           | Platin (Soundtrack) · + Gold (Hörspiel)                                | 300.000     |
| Europa (IFPI)                | Platin                                                                 | (1.000.000) |
| Frankreich (SNEP)            | Gold                                                                   | 75.000      |
| Golf-Kooperationsrat (IFPI)  | Gold                                                                   | 3.000       |
| Hongkong (IFPI/HKRIA)        | Gold                                                                   | 10.000      |
| Indien (IMI)                 | Gold                                                                   | 10.000      |
| Indonesien (ASIRI)           | Gold                                                                   | 25.000      |
| Irland (IRMA)                | 3× Platin                                                              | 45.000      |
| Italien (FIMI)               | 2× Platin                                                              | 160.000     |
| Kanada (MC)                  | 2× Platin                                                              | 200.000     |
| Kolumbien (ASINCOL)          | Platin                                                                 | 20.000      |
| Malaysia (RIM)               | Gold                                                                   | 10.000      |
| Mexiko (AMPROFON)            | 3× Gold                                                                | 150.000     |
| Neuseeland (RMNZ)            | 2× Platin                                                              | 30.000      |
| Norwegen (IFPI)              | Platin                                                                 | 30.000      |
| Österreich (IFPI)            | 2× Platin                                                              | 40.000      |
| Philippinen (PARI)           | 3× Platin                                                              | 90.000      |
| Polen (ZPAV)                 | Platin                                                                 | 20.000      |
| Portugal (AFP)               | Platin                                                                 | 20.000      |
| Schweden (IFPI)              | Gold                                                                   | 20.000      |
| Schweiz (IFPI)               | Gold                                                                   | 15.000      |
| Singapur (RIAS)              | Platin                                                                 | 10.000      |
| Spanien (Promusicae)         | Platin                                                                 | 80.000      |
| Taiwan (RIT)                 | Platin                                                                 | 14.000      |
| Türkei (Mü-YAP)              | Gold                                                                   | 5.000       |
| Ungarn (MAHASZ)              | Platin                                                                 | 15.000      |
| Venezuela (APFV)             | Platin                                                                 | 20.000      |
| Vereinigte Staaten (RIAA)    | 3× Platin                                                              | 3.400.000   |
| Vereinigtes Königreich (BPI) | 2× Platin                                                              | 600.000     |
| Insgesamt                    | 11× Gold · 43× Platin ·                                                | 5.902.000   |

### High School Musical 3: Senior Year
| Land/Region                  | Auszeichnungen für Musikverkäufe (Land/Region, Auszeichnung, Verkäufe) | Verkäufe    |
| ---------------------------- | ---------------------------------------------------------------------- | ----------- |
| Argentinien (CAPIF)          | Platin                                                                 | 40.000      |
| Australien (ARIA)            | Platin                                                                 | 70.000      |
| Belgien (BRMA)               | Platin                                                                 | 30.000      |
| Brasilien (PMB)              | 2× Platin                                                              | 120.000     |
| Chile (IFPI)                 | Platin                                                                 | 15.000      |
| Dänemark (IFPI)              | Gold                                                                   | 10.000      |
| Deutschland (BVMI)           | Platin (Soundtrack) · + Gold (Hörspiel)                                | 300.000     |
| Ecuador (SOPROFON)           | Platin                                                                 | 6.000       |
| Europa (IFPI)                | Platin                                                                 | (1.000.000) |
| Finnland (IFPI)              | Gold                                                                   | 12.590      |
| Frankreich (SNEP)            | Platin                                                                 | 100.000     |
| Golf-Kooperationsrat (IFPI)  | 3× Platin                                                              | 18.000      |
| Irland (IRMA)                | 2× Platin                                                              | 30.000      |
| Italien (FIMI)               | —                                                                      | 120.000     |
| Kanada (MC)                  | 2× Platin                                                              | 160.000     |
| Kolumbien (ASINCOL)          | Gold                                                                   | 5.000       |
| Mexiko (AMPROFON)            | 3× Platin                                                              | 240.000     |
| Neuseeland (RMNZ)            | Platin                                                                 | 15.000      |
| Österreich (IFPI)            | Gold                                                                   | 10.000      |
| Polen (ZPAV)                 | Gold                                                                   | 10.000      |
| Portugal (AFP)               | Gold                                                                   | 10.000      |
| Schweiz (IFPI)               | Gold                                                                   | 15.000      |
| Spanien (Promusicae)         | Platin                                                                 | 80.000      |
| Ungarn (MAHASZ)              | Platin                                                                 | 6.000       |
| Vereinigte Staaten (RIAA)    | Platin                                                                 | 1.500.000   |
| Vereinigtes Königreich (BPI) | Platin                                                                 | 300.000     |
| Insgesamt                    | 8× Gold · 25× Platin ·                                                 | 3.232.590   |

### Guilty Pleasure
| Land/Region               | Auszeichnungen für Musikverkäufe (Land/Region, Auszeichnung, Verkäufe) | Verkäufe |
| ------------------------- | ---------------------------------------------------------------------- | -------- |
| Vereinigte Staaten (RIAA) | —                                                                      | 25.000   |
| Insgesamt                 | —                                                                      | 25.000   |

### Phineas und Ferb
| Land/Region          | Auszeichnungen für Musikverkäufe (Land/Region, Auszeichnung, Verkäufe) | Verkäufe |
| -------------------- | ---------------------------------------------------------------------- | -------- |
| Spanien (Promusicae) | Gold                                                                   | 30.000   |
| Insgesamt            | 1× Gold ·                                                              | 30.000   |

## Auszeichnungen nach Singles

### We’re All in This Together
| Land/Region                  | Auszeichnungen für Musikverkäufe (Land/Region, Auszeichnung, Verkäufe) | Verkäufe |
| ---------------------------- | ---------------------------------------------------------------------- | -------- |
| Vereinigte Staaten (RIAA)    | Gold                                                                   | 500.000  |
| Vereinigtes Königreich (BPI) | Silber                                                                 | 200.000  |
| Insgesamt                    | 1× Silber · 1× Gold ·                                                  | 700.000  |

### Be Good to Me
| Land/Region               | Auszeichnungen für Musikverkäufe (Land/Region, Auszeichnung, Verkäufe) | Verkäufe |
| ------------------------- | ---------------------------------------------------------------------- | -------- |
| Vereinigte Staaten (RIAA) | Gold                                                                   | 500.000  |
| Insgesamt                 | 1× Gold ·                                                              | 500.000  |

### He Said She Said
| Land/Region               | Auszeichnungen für Musikverkäufe (Land/Region, Auszeichnung, Verkäufe) | Verkäufe  |
| ------------------------- | ---------------------------------------------------------------------- | --------- |
| Vereinigte Staaten (RIAA) | Platin                                                                 | 1.000.000 |
| Insgesamt                 | 1× Platin ·                                                            | 1.000.000 |

### What Time Is It
| Land/Region               | Auszeichnungen für Musikverkäufe (Land/Region, Auszeichnung, Verkäufe) | Verkäufe |
| ------------------------- | ---------------------------------------------------------------------- | -------- |
| Vereinigte Staaten (RIAA) | Gold                                                                   | 500.000  |
| Insgesamt                 | 1× Gold ·                                                              | 500.000  |

## Auszeichnungen nach Videoalben

### High School Musical: The Concert
| Land/Region                  | Auszeichnungen für Musikverkäufe (Land/Region, Auszeichnung, Verkäufe) | Verkäufe |
| ---------------------------- | ---------------------------------------------------------------------- | -------- |
| Vereinigtes Königreich (BPI) | 5× Platin                                                              | 250.000  |
| Insgesamt                    | 5× Platin ·                                                            | 250.000  |

## Auszeichnungen nach Liedern

### Stick to the Status Quo
| Land/Region               | Auszeichnungen für Musikverkäufe (Land/Region, Auszeichnung, Verkäufe) | Verkäufe |
| ------------------------- | ---------------------------------------------------------------------- | -------- |
| Vereinigte Staaten (RIAA) | Gold                                                                   | 500.000  |
| Insgesamt                 | 1× Gold ·                                                              | 500.000  |

### What I’ve Been Looking For
| Land/Region               | Auszeichnungen für Musikverkäufe (Land/Region, Auszeichnung, Verkäufe) | Verkäufe |
| ------------------------- | ---------------------------------------------------------------------- | -------- |
| Vereinigte Staaten (RIAA) | Gold                                                                   | 500.000  |
| Insgesamt                 | 1× Gold ·                                                              | 500.000  |

## Statistik und Quellen
| Land/RegionAuszeichnungen für Musikverkäufe (Land/Region, Auszeichnungen, Verkäufe, Quellen) | Silber     | Gold       | Platin         | Verkäufe    | Quellen                         |
| -------------------------------------------------------------------------------------------- | ---------- | ---------- | -------------- | ----------- | ------------------------------- |
| Argentinien (CAPIF)                                                                          | —          | Gold1      | 9× Platin9     | 380.000     | capif.org.ar                    |
| Australien (ARIA)                                                                            | —          | —          | 4× Platin4     | 280.000     | aria.com.au                     |
| Belgien (BRMA)                                                                               | —          | —          | Platin1        | 30.000      | ultratop.be                     |
| Brasilien (PMB)                                                                              | —          | —          | 6× Platin6     | 360.000     | pro-musicabr.org.br             |
| Chile (IFPI)                                                                                 | —          | —          | 5× Platin5     | 75.000      | Einzelnachweise                 |
| Costa Rica (IFPI)                                                                            | —          | —          | 2× Platin2     | 40.000      | Einzelnachweise                 |
| Dänemark (IFPI)                                                                              | —          | Gold1      | 4× Platin4     | 90.000      | ifpi.dk hitlisten.nu            |
| Deutschland (BVMI)                                                                           | —          | 3× Gold3   | 3× Platin3     | 900.000     | musikindustrie.de               |
| Ecuador (SOPROFON)                                                                           | —          | Gold1      | Platin1        | 13.500      | Einzelnachweise                 |
| Europa (IFPI)                                                                                | —          | —          | 4× Platin4     | (4.000.000) | ifpi.org                        |
| Finnland (IFPI)                                                                              | —          | Gold1      | —              | 12.590      | Einzelnachweise                 |
| Frankreich (SNEP)                                                                            | —          | 2× Gold2   | Platin1        | 250.000     | infodisc.fr snepmusique.com     |
| Golf-Kooperationsrat (IFPI)                                                                  | —          | Gold1      | 3× Platin3     | 21.000      | ifpi.org                        |
| Hongkong (IFPI/HKRIA)                                                                        | —          | Gold1      | —              | 10.000      | Einzelnachweise                 |
| Indien (IMI)                                                                                 | —          | Gold1      | —              | 10.000      | Einzelnachweise                 |
| Indonesien (ASIRI)                                                                           | —          | Gold1      | —              | 25.000      | Einzelnachweise                 |
| Irland (IRMA)                                                                                | —          | Gold1      | 9× Platin9     | 142.500     | irishcharts.ie                  |
| Italien (FIMI)                                                                               | —          | Gold1      | 2× Platin2     | 395.000     | Einzelnachweise                 |
| Kanada (MC)                                                                                  | —          | —          | 5× Platin5     | 460.000     | musiccanada.com                 |
| Kolumbien (ASINCOL)                                                                          | —          | Gold1      | 3× Platin3     | 65.000      | Einzelnachweise                 |
| Malaysia (RIM)                                                                               | —          | Gold1      | Platin1        | 30.000      | Einzelnachweise                 |
| Mexiko (AMPROFON)                                                                            | —          | Gold1      | 7× Platin7     | 700.000     | amprofon.com.mx                 |
| Neuseeland (RMNZ)                                                                            | —          | —          | 6× Platin6     | 90.000      | aotearoamusiccharts.co.nz       |
| Norwegen (IFPI)                                                                              | —          | —          | Platin1        | 30.000      | Einzelnachweise                 |
| Österreich (IFPI)                                                                            | —          | Gold1      | 3× Platin3     | 80.000      | ifpi.at                         |
| Philippinen (PARI)                                                                           | —          | —          | 6× Platin6     | 210.000     | Einzelnachweise                 |
| Polen (ZPAV)                                                                                 | —          | 2× Gold2   | Platin1        | 40.000      | olis.pl                         |
| Portugal (AFP)                                                                               | —          | Gold1      | 2× Platin2     | 50.000      | Einzelnachweise                 |
| Schweden (IFPI)                                                                              | —          | Gold1      | —              | 20.000      | sverigetopplistan.se            |
| Schweiz (IFPI)                                                                               | —          | 2× Gold2   | —              | 30.000      | hitparade.ch                    |
| Singapur (RIAS)                                                                              | —          | —          | 2× Platin2     | 25.000      | Einzelnachweise                 |
| Spanien (Promusicae)                                                                         | —          | Gold1      | 4× Platin4     | 350.000     | elportaldemusica.es ES2 ES3 ES4 |
| Taiwan (RIT)                                                                                 | —          | —          | Platin1        | 14.000      | Einzelnachweise                 |
| Türkei (Mü-YAP)                                                                              | —          | Gold1      | —              | 5.000       | Einzelnachweise                 |
| Ungarn (MAHASZ)                                                                              | —          | Gold1      | 2× Platin2     | 31.000      | slagerlistak.hu                 |
| Venezuela (APFV)                                                                             | —          | —          | 3× Platin3     | 60.000      | Einzelnachweise                 |
| Vereinigte Staaten (RIAA)                                                                    | —          | 6× Gold6   | 10× Platin10   | 13.925.000  | riaa.com                        |
| Vereinigtes Königreich (BPI)                                                                 | 2× Silber2 | —          | 12× Platin12   | 2.610.000   | bpi.co.uk                       |
| Insgesamt                                                                                    | 2× Silber2 | 34× Gold34 | 123× Platin123 |             |                                 |